# Martti Paavola (ingenjör)

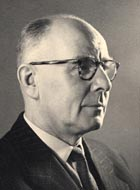
Martti Paavola.

Martti Johannes Paavola (till 1906 Solin), född 11 juli 1898 i Tammerfors, död 9 december 1992 i Helsingfors, var en finländsk elektroingenjör.
Paavola, som var son till arbetsledare Juho Kustaa Paavola och Anna Lydia Kruhming, utdimitterades från Tammerfors tekniska institut 1919, blev student 1922, diplomingenjör 1924 och doktoringenjör 1931. Han företog studieresor till Tyskland och flera andra europeiska länder. Han var lektor i elektroteknik vid Tammerfors tekniska läroanstalt 1925–1935, ingenjör vid Oy Strömberg Ab i Sockenbacka 1935–1939, professor i elektrosteknik vid Tekniska högskolan i Helsingfors 1939–1965 och högskolans prorektor 1943–1955.
Paavola var inspektör av elektricitetsverk i Ikalis härad 1925–1929, hissinspektör i Tammerfors stad 1933–1934, chef för IV avdelningen vid Tekniska högskolans materialprovningsanstalt 1939–1942 och chef för elektrotekniska laboratoriet vid Statens tekniska forskningsanstalt 1942–1961. Han var ordförande i handels- och industriministeriets elektricitetsnämnd från 1948, i styrelsen för Suomalaisten teknikkojen seura 1941–1945, i Finlands ljustekniska sällskap 1952–1957, i styrelsen för Elektriska inspektoratet, medlem av förvaltningsrådet för Anstalten för yrkenas främjande och för Imatran Voima Oy, samt ordförande och medlem i flera statskommittéer. Han var ledamot av Akademin för tekniska vetenskaper, blev hedersledamot av Insinööriliitto 1945, av Finlands ljustekniska sällskap 1965 och av Elektroingenjörsförbundet i Finland 1965.